# زلزال نيبال 2015

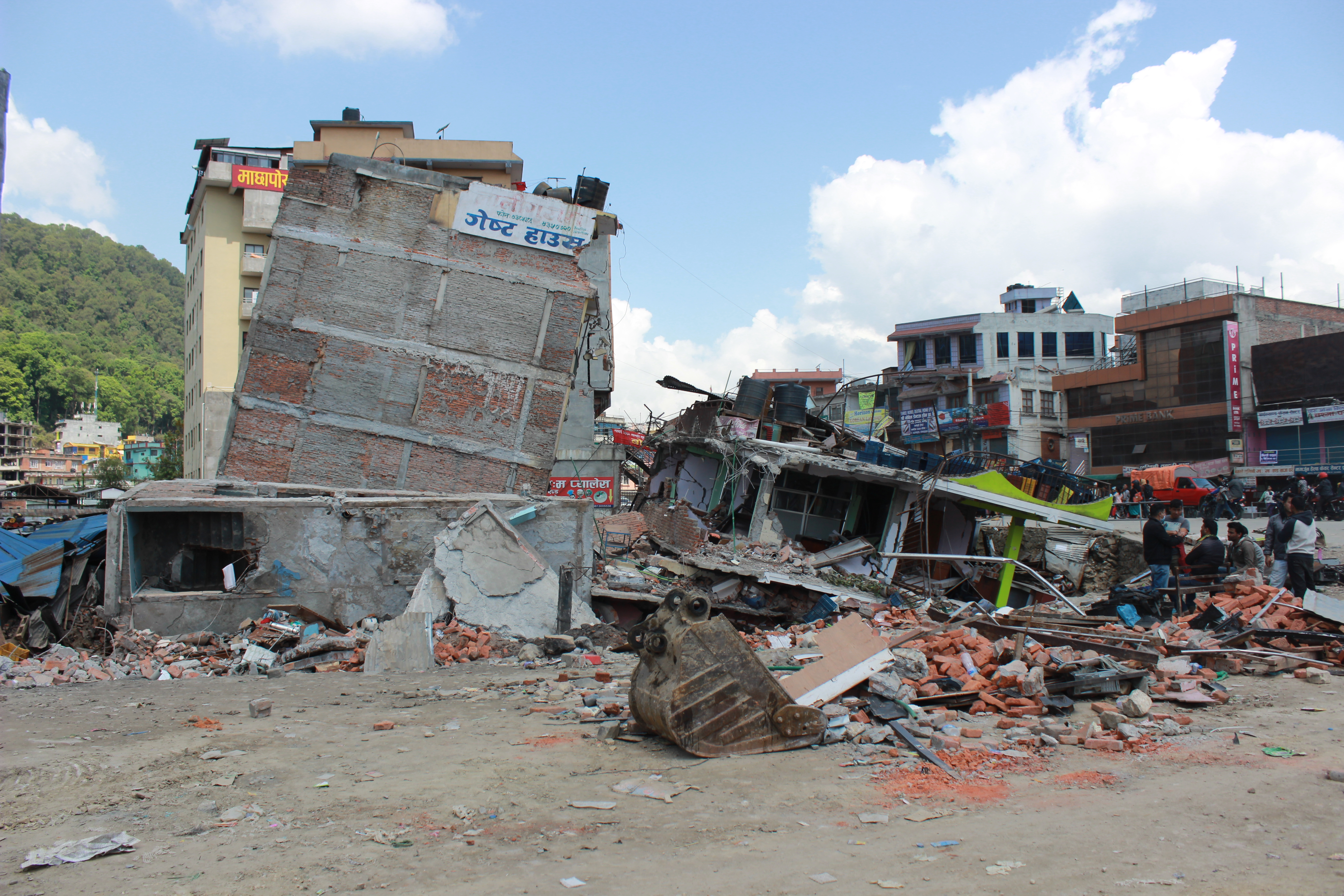

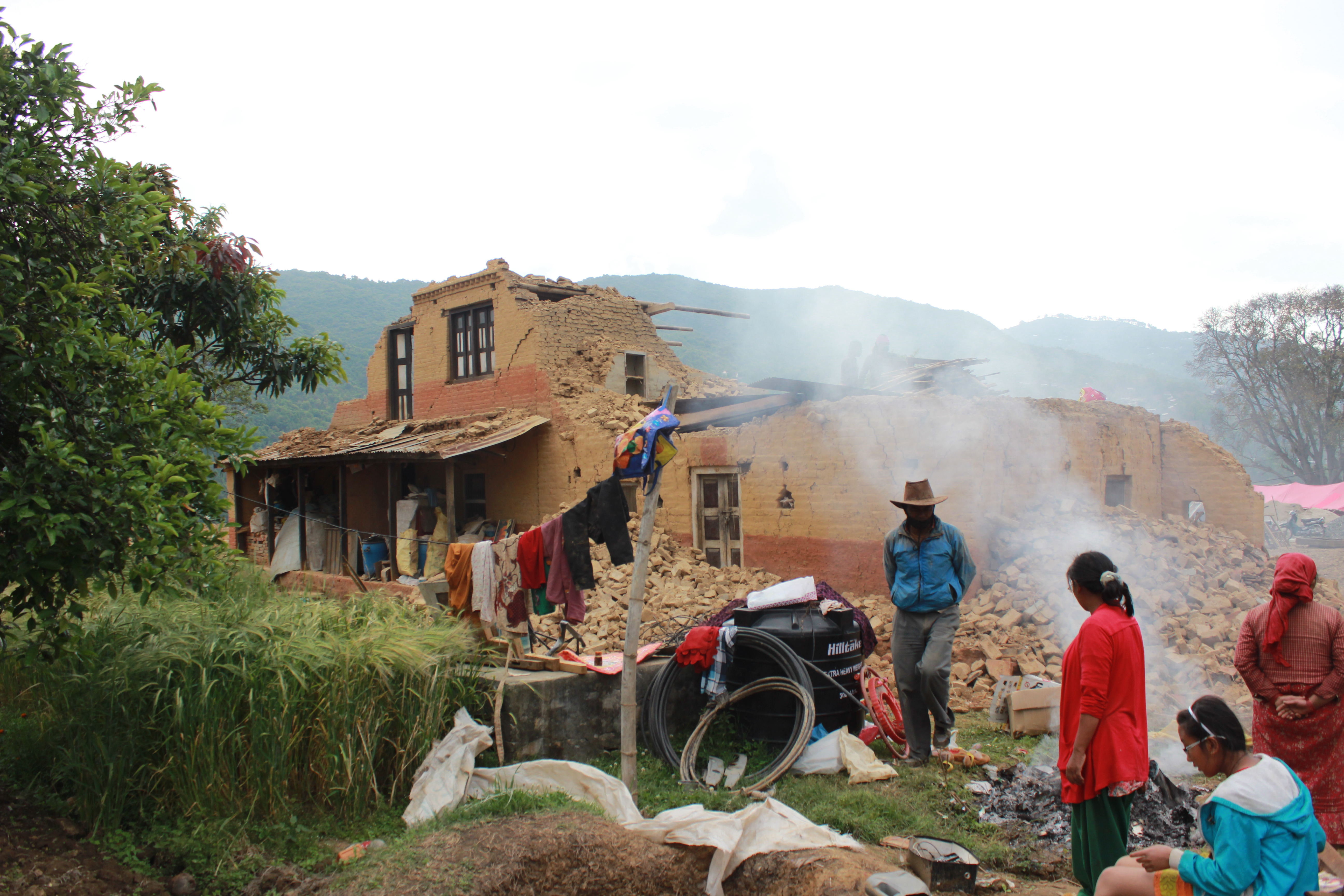

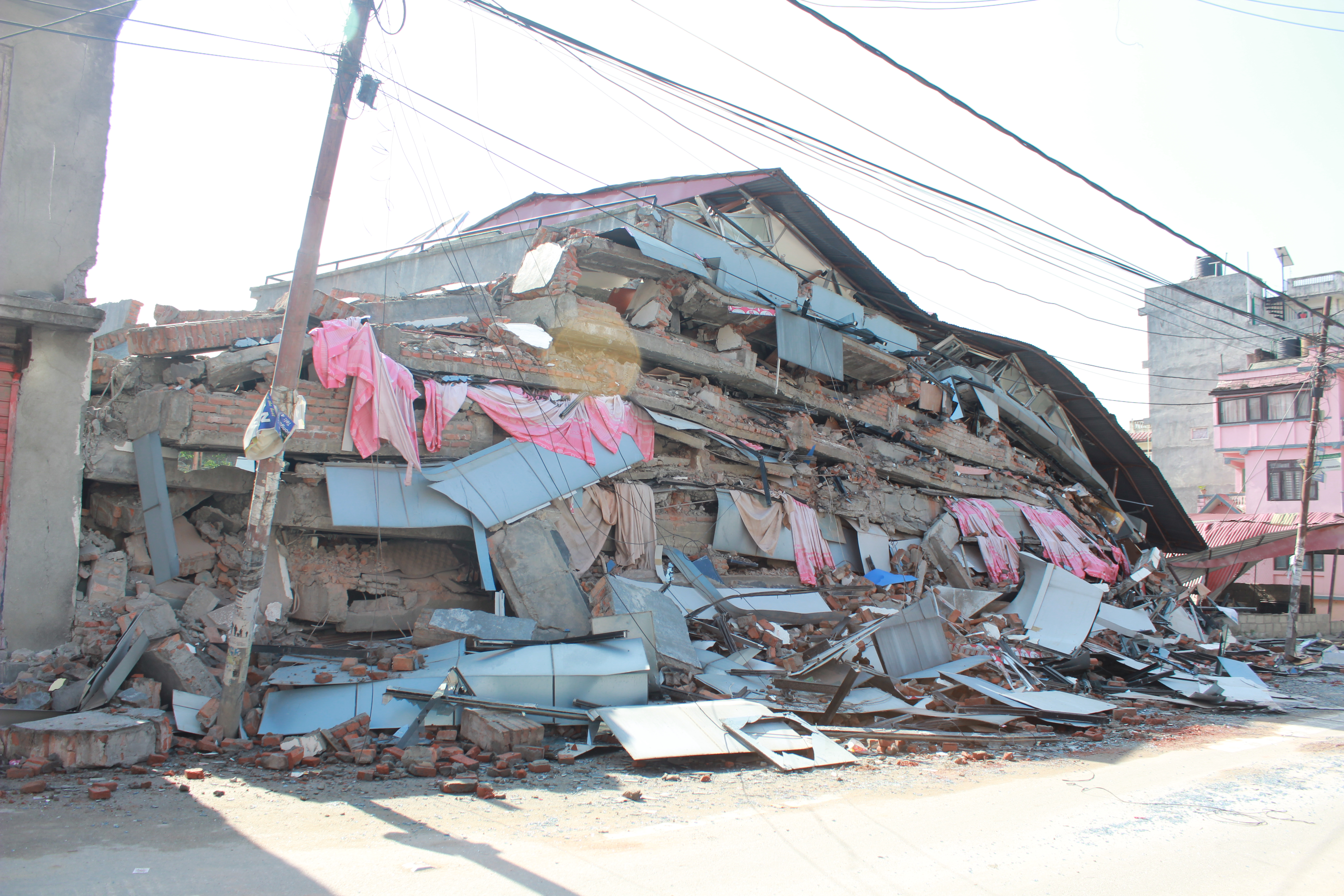

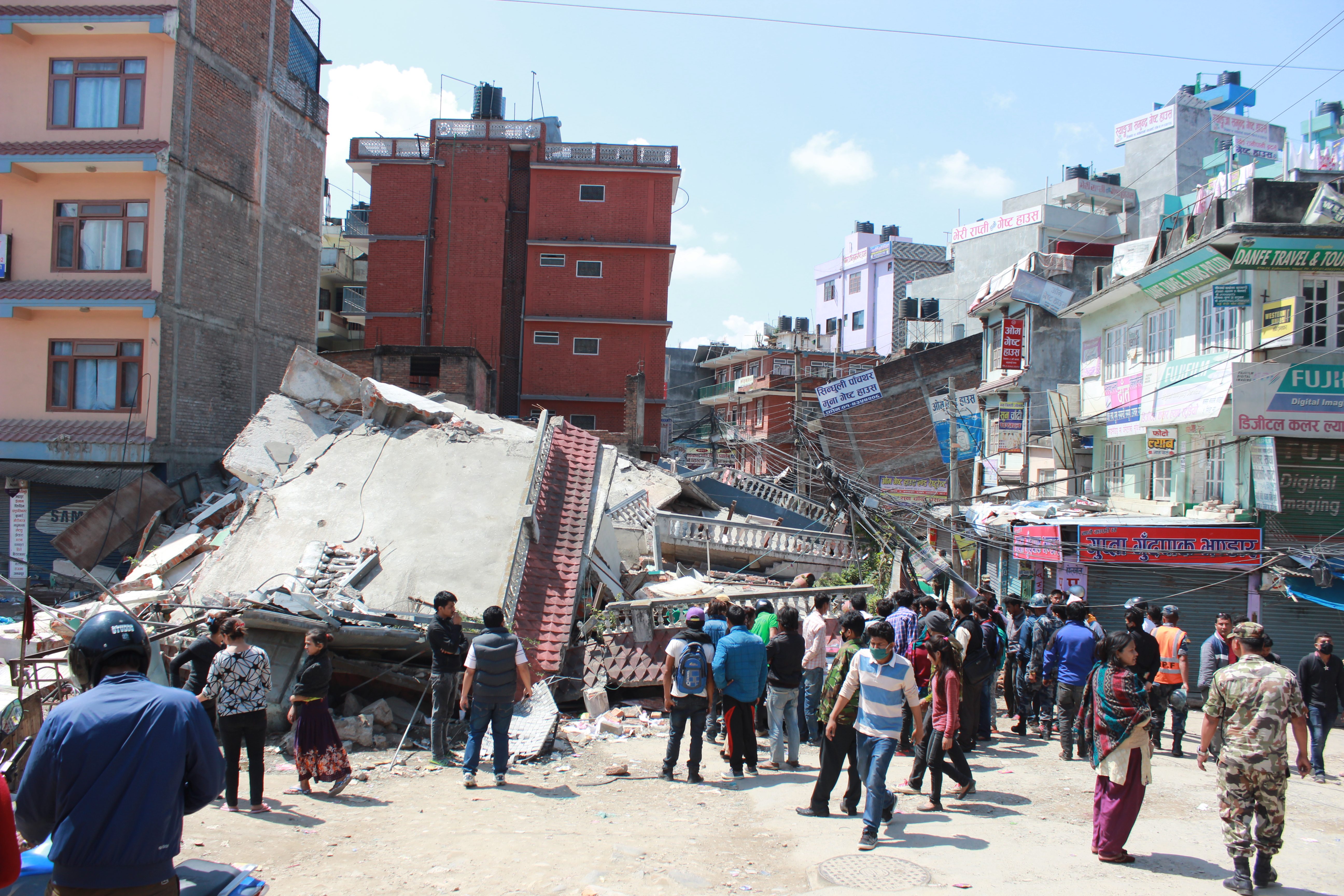

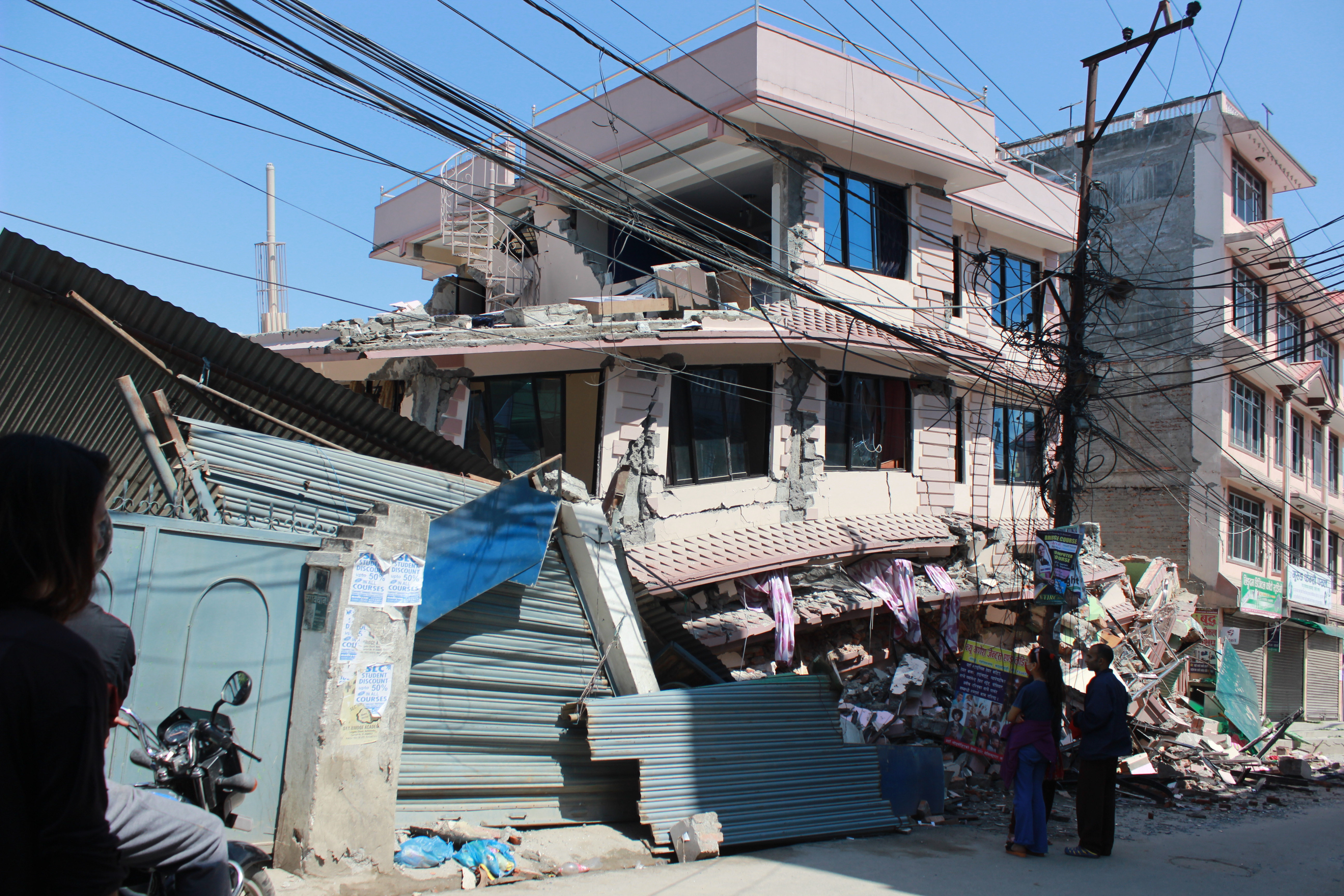

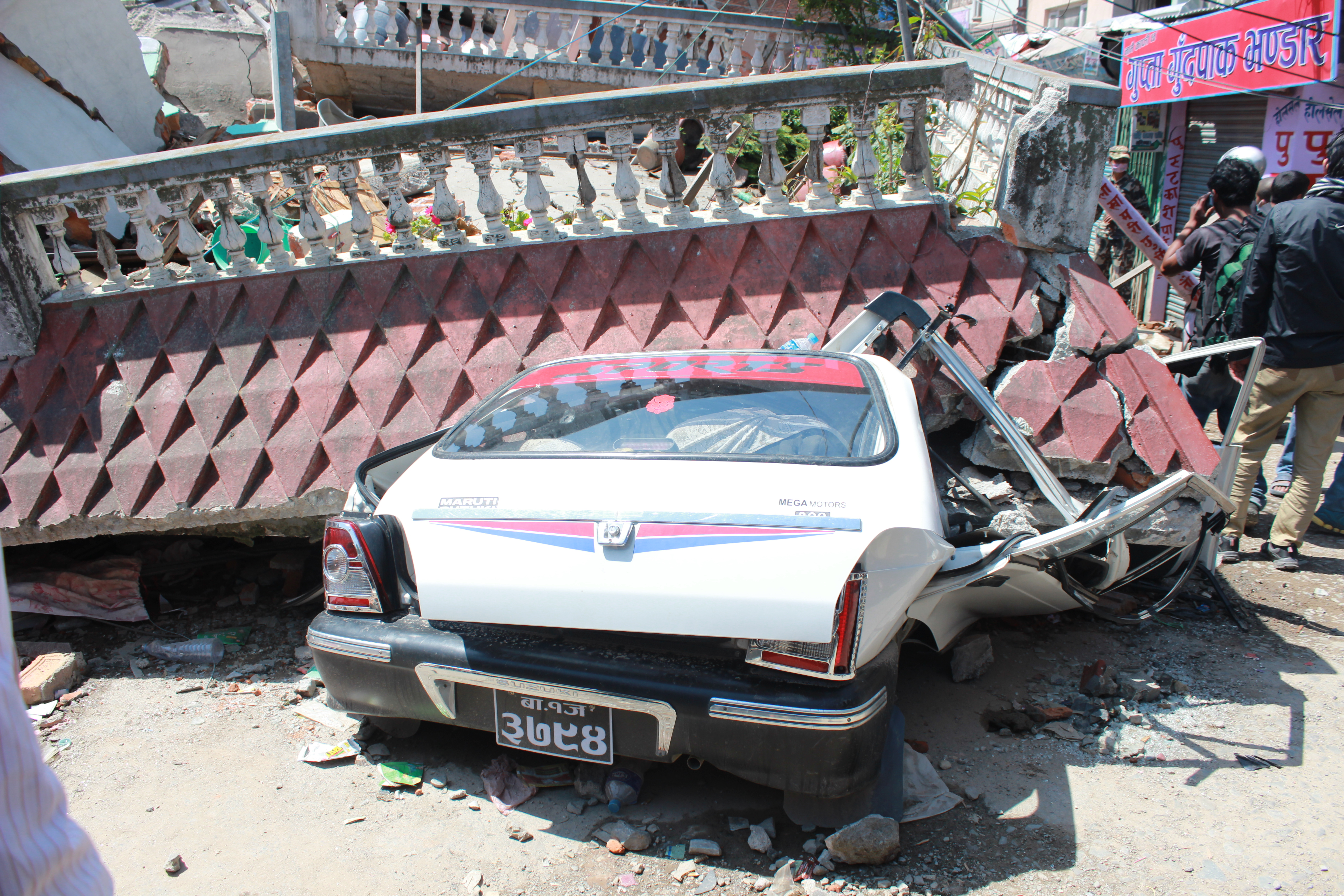

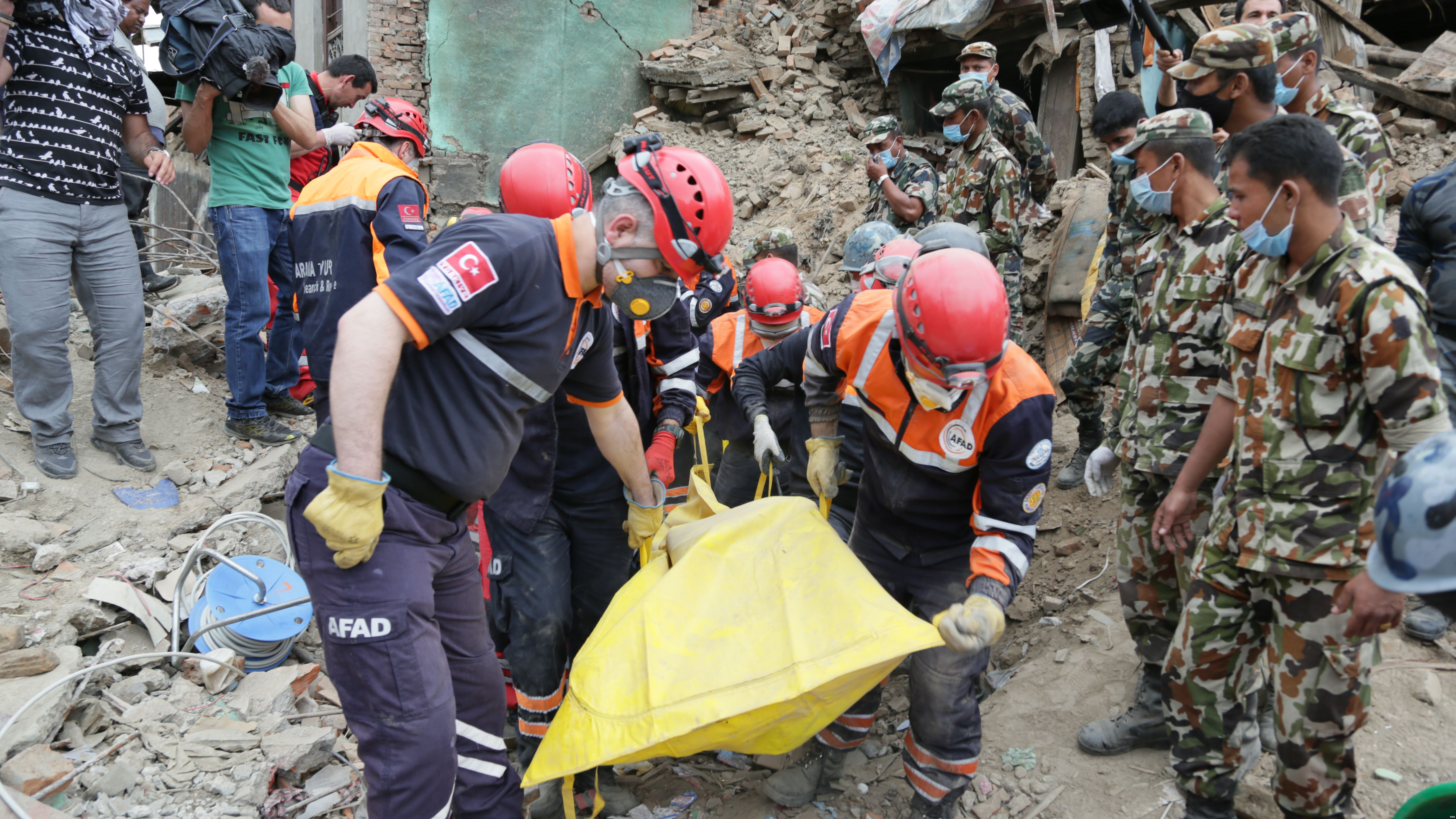

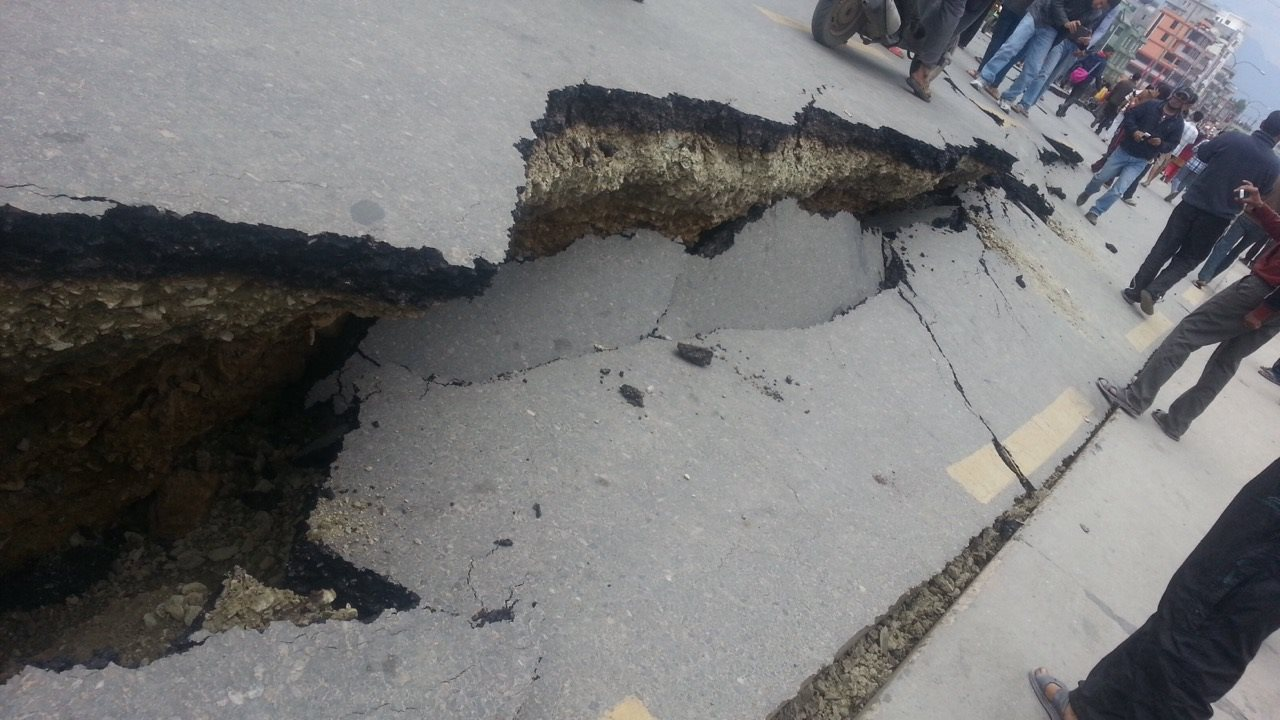

زلزال نيبال (25 أبريل 2015) هو زلزال بلغت قوته 7.9 درجة على مقياس ريختر وعلى عمق 15 كيلومتراً حسب الماسح الجيولوجي الأمريكي. وقع الزلزال على 77 كيلومتراً شمال غرب كاتماندو في نيبال و 68 كيلومتراً من بوخارا، وشُعر بالزلزال في نيودلهي وفي شمال الهند، وهو أعنف زلزال يضرب نيبال لأكثر من 80 عاماً، والأكبر في العالم منذ وقوع زلزال بقوة 8.2 درجة في تشيلي في أبريل/نيسان 2014.
ظهرت مجموعة من الهزّات الارتدادية بعد الزلزال كانت درجة أعلاها 6.7 بتاريخ 26 أبريل 2015 الساعة 12:54:08 بتوقيت نيبال.
بعد أسبوعين من الزلزال ضرب زلزال ثاني النيبال والبلدان المجاورة لها وذلك في 12 مايو 2015 وبقوة 7.3 درجة، تبعه بعد دقائق ثالث بقوة 6.3 درجة.

## الزلزال

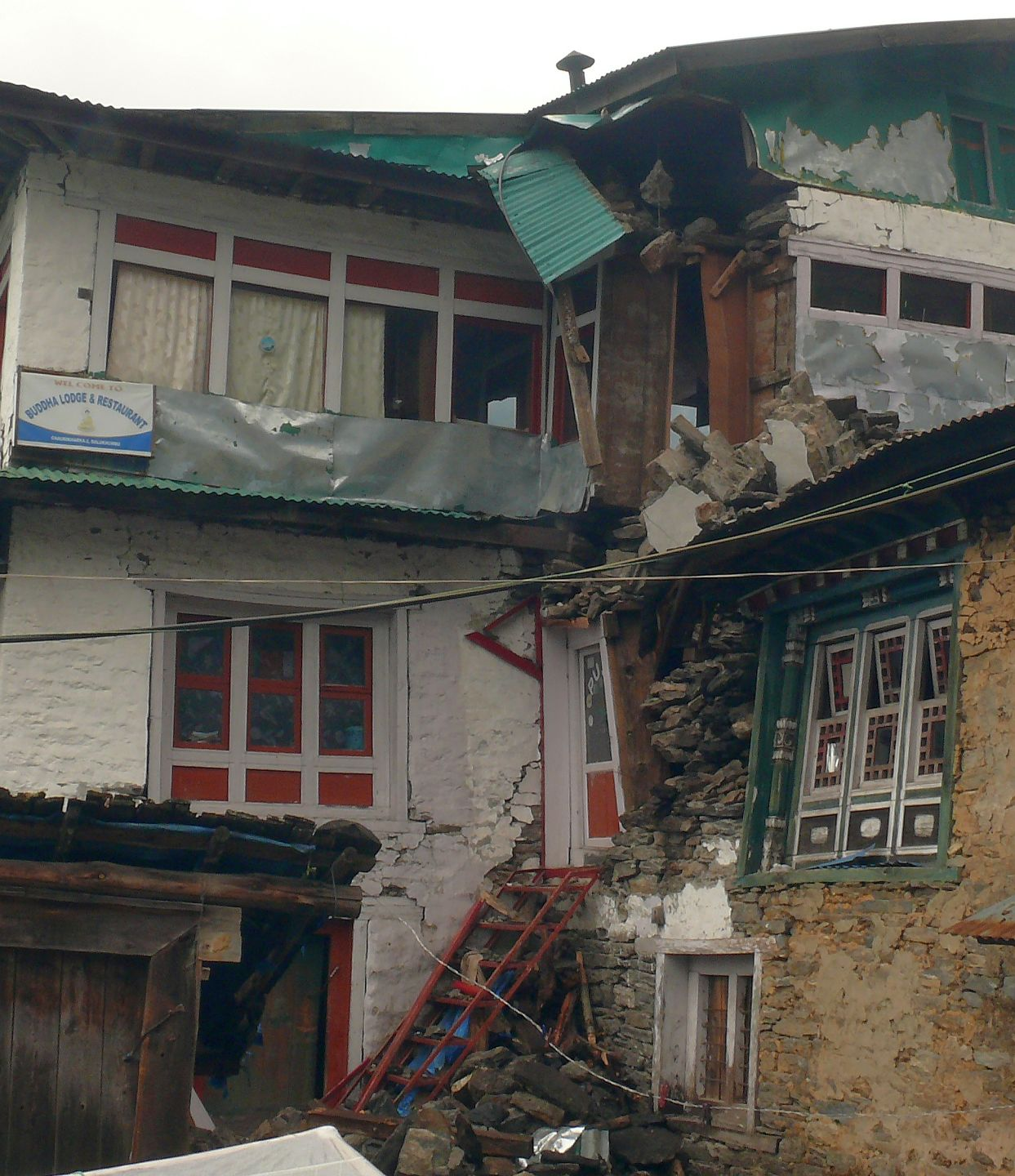
نزل بوذا المكسور في تشاوريخاركا، نيبال، بعد زلزال أبريل 2015

استمرت الهزة بين 30 ثانية ودقيقتين. وتسبَّبت الزلزال بتياهِر على جبل إفرست الذي يغطي كلا جانبيه، وأدى إلى مقتل عشرة على الأقل وفقا لوزير السياحة النيبالي. ويخشى ارتفاع عدد الضحايا بسبب هشاشة المنازل في العاصمة النيبالية، التي تحتوي العديد من المعابد الهندوسية الخشبية. تاريخيا في عام 1934، ضرب زلزال بلغت قوته 7.9 درجات تسبب في مقتل أكثر من 8000 وأكثر من 19 ألف مصاب  شخص في المدينة.

## الخسائر

### الخسائر البشرية
| الدولة           | القتلى المؤكدون | الجرحى       | المفقودين |
| ---------------- | --------------- | ------------ | --------- |
| نيبال            | 446 8           | 803 18       |           |
| الهند            | 118             | 560          |           |
| تبت (الصين)      | 30              | 383          |           |
| فرنسا            | 10              | 20           | 9         |
| إسبانيا          | 7               | 1            |           |
| بنغلاديش         | 4               | 200          |           |
| إيطاليا          | 4               |              |           |
| الولايات المتحدة | 4               |              |           |
| ألمانيا          | 4               |              |           |
| أستراليا         | 2               |              | 349       |
| بلجيكا           | 2               |              | 30        |
| هولندا           | 2               |              |           |
| إستونيا          | 1               |              | 4         |
| اليابان          | 1               |              |           |
| نيوزيلندا        | 1               |              |           |
| إسرائيل          | 1               |              | 150       |
| جمهورية التشيك   |                 |              | 54        |
| ليتوانيا         |                 |              | 5         |
| المجموع          | حوالي 620 8     | حوالي 000 19 | حوالي 750 |

### الأضرار
انهيار برج بيمسين الذي أُعيد بنائه في عام 1936، فضلاً عن المعالم الأثرية للدربار بساحة كاتماندو المصنفة كموقع تراث عالمي لليونسكو. تم استخراج نحو عشر جثث من بين الأنقاض. ووفقا لوسائل الإعلام المحلية، كان حوالي خمسين شخصا داخله في وقت المأساة. وبالإضافة إلى ذلك، سقط تمثال على فتاة في حديقة في العاصمة. وأخيرا، انهار منزل بالقرب من الحدود الهندية على فتاة تبلغ من العمر 15 عاما. وأعلن وزير الإعلام النيبالي أن بهاكتابور، غورخا وامجونغ تأثرت أيضا.

### الدول والحكومات
- الهند :وعد رئيس الوزراء الهندي ناريندرا مودي بمساعدة في نيبال.
- باكستان: رئيس الوزراء الباكستاني نواز شريف قد فعل الشيء نفسه.
- الاتحاد الأوروبي: قال كريستوس ستيليانيديس، مفوض المفوضية الأوروبية للتعاون الدولي والمساعدة الإنسانية والاستجابة للأزمات، إن الاتحاد الأوروبي يتابع عن كثب الأزمة، وأعرب عن التعاطف.
- المملكة المتحدة: قدمت بريطانيا مساهمة مالية تقدر ب 15 مليون استراليني وتم أيضاً إرسال مسعفين متخصصين في علاج الصدمات، بجانب معدّات رفع ثقيلة لنقل الإمدادات في مطار كاتماندو، وخبراء في المجال الإنساني للمساعدة في تنسيق الاستجابة الدولية للكارثة.
- الصين: الصين أعلنت استعدادها للتنسيق مع الهند لمساعدة نيبال في مأساة الزلزال.
- روسيا: عرضت وزارة الطوارئ الروسية تقديم مساعدات لنيبال لإزالة آثار الزلزال، وقال المكتب الصحافي للوزارة لوكالة إيتار تاس: «إن الوزارة مستعدة لأن ترسل فوراً طاقم إنقاذ يضم أكثر من خمسين شخصاً إلى نيبال»  , كما أرسلت روسيا إلى نيبال 5 طائرات لإجلاء عددا من المواطنين الروس ورعايا دول أخرى قرروا العودة إثر الزلزال المدمر الذي شهدته البلاد كما أنها أرسلت مساعدات إنسانية.
- الجزائر: منح الرئيس الجزائري بوتفليقة مساعدة مالية قيمتها مليون دولار وإيفاد فريق من أعوان الحماية المدنية متخصص في الإسعاف والتزويد بالأدوية والأغطية و غيرها من التجهيزات الضرورية للتكفّل بالمنكوبين والجرحى، كما تم إرسال 200 خيمة و 2.000 بطانية و 4 أطنان من الأدوية.

### المنظمات والجمعيات والمؤسسات
- هيئة الهلال الأحمر الإماراتي: أرسلت قافلة مساعدات برية قوامها 100 شاحنة من الهند إلى نيبال تحمل ألفا ومائتي طن من المواد الإغاثية المتنوعة لصالح ضحايا الزلزال هناك، وذلك تنفيذًا لتوجيهات رئيس الدولة الشيخ خليفة بن زايد آل نهيان.
- هيئة الهلال الاحمر التركي : أرسل 1000 خيمة ولسكان القرية 400 بطانية و 350 عبوة مياه شرب، و 310 سلة غذائية.
- الأمم المتحدة : ناشدت الأمم المتحدة الدول الأعضاء التبرع بمبلغ 415 مليون دولار لإغاثة المتضررين بزلزال نيبال.

### غوغل
أطلقت غوغل Google Person Finder لتسهيل إجراءات الطوارئ.